# جائزة أستراليا الكبرى 1987
جائزة أستراليا الكبرى 1987 هو سباق فورمولا 1 أقيم بتاريخ 15 نوفمبر 1987 في حلبة أديليد ستريت، جنوب أستراليا. كان السادس عشر من أصل 16 في بطولة العالم لسباقات الفورمولا واحد موسم 1987. حلّ النمساوي غيرهارد بيرغر أولا بينما جاء الإيطالي ميكيلي ألبوريتو في المركز الثاني وحصل على المركز الثالث البلجيكي تييري بوتسين.